# Списак познатих паса

## Стварни пси
- Хачико (Hachiko) - симбол лојалности у Јапану.

Сваке године 8. априла, на церемонији на токијској жељезничкој станици „Шибуја“ (Shibuya), сви љубитељи паса одају пошту лојалности акити званом Хачико, вјерном љубимцу доктора Хидесабура Уена (Hidesaburō Ueno), професора на Универзитету у Токију. Дана 21. маја 1925. године, када је пас имао осамнаест мјесеци, доктор Уено је умро. Сљедећег дана и сљедећих девет година Хачико је долазио на станицу и чекао га, прије него што би сам отишао кући.
- Олд Шеп (Old Shep) - амерички симбол вјерности.

Ова је куја бдјела на жељезничкој станици пет година након што је ковчег њеног покојног власника утоварен у воз.
- Пиклс (Pickles) - пас који је пронашао трофеј свјетског купа у фудбалу.

У жбуњу у јужном Лондону, 1966. године, Пиклс је пронашао украдени трофеј свјетског фудбалског купа.
- Тоби - најбогатији пас на свијету.

Америчка милионерка Ела Вендал (Ella Wendal) својој је пудлици Тоби 1932. године оставила 75 милиона долара.
- Рин Тин Тин - чувени филмски пас.
- Лајка (Лайка) - прво живо биће са Земље у космосу.

Лајка је била први пас и прво земаљско живо биће у свемиру. На врхунцу Хладног рата, 3. новембра 1957. године, Лајка је ушла у Земљину орбиту у совјетском сателиту под називом „Спутњик 2“. Сателит је изгорио при повратку у Земљину атмосферу, 4. априла 1958. године, и Лајка је изгубила живот.
- Стрелка и Белка - животиње-астронаути послије Лајке.
- Макс - најстарији пас у историји.
- Зевс - највиши пас на свету, висок 112 центиметара.

## Фиктивни пси
- Леси - шкотски овчар из филма „Леси се враћа кући“ из 1942. године. Овај лик је доживио много прерада у истој колекцији или у филмовима са истом тематиком. Иако је у питању куја, Лесија су најчешће глумили мужјаци, јер се сматрало да боље изгледају пред камерама.
- Маза, Луња и Шврћа - цртани ликови из Дизнијевог дугометражног цртаног филма и стрипа. У филму се женка америчког кокер шпанијела по имену Маза, која живи у богатој породици, сусреће са мјешанцем по имену Луња, који живи на улици. Пролазећи кроз заједничке авантуре ова се два пса на крају заљубљују једно у друго.
- Нана - пас дадиља из прича Џејмса Метјуа Берија о Петру Пану.
- Плутон - Дизнијев јунак из стрипа и цртаног филма.
- Рантанплан (Бувара) - пас Таличног Тома.
- Раф - пас Дениса Напасти.
- Снупи - Најпознатији цртани бигл, пас Чарлија Брауна из стрипа „Пинатс“, којег је креирао Чарли Шулц. Снупи је почео свој живот на стрипу 4. октобра 1950. године као обичан пас, али је временом прерастао у једног од најбитнијих јунака стрипа, по којем је овај стрип и најпрепознатљивији.
- Снешко - пас, пратилац стрип јунака Тин Тина.
- Флок - пас Команданта Марка.
- Снерт - пас Хогара Страшног.
- Тото - пас девојчице Дороти Гејл из књиге и филма „Чаробњак из Оза“. По њему је истоимена култна група из 1970-их и 1980-их добила име.
- Чипко - псић из стрипа „Чипко и дјед Филип“, који пише и црта Боривој Довниковић Бордо и објављује на посљедњој страници сваког броја "Бијеле пчеле", ријечког српског „листа за сву дјецу“.[1]
- Скуби Ду - Дога из истоименог цртаћа
- Портос – пас капетана Џонатана Арчера у серији Звездане стазе: Ентерпрајз

## Пси познатих људи
- Блонди - њемачки овчар Адолфа Хитлера. Како би се увјерио да су капсуле са цијанидом исправне, Хитлер се послужио својим псом Блонди. Тек када је утврдио да је Блонди мртва, и сам је искористио капсулу.
- Хрт Караман - пас Бановић Страхиње.
- Кони Полгрејв - лабрадор ретривер Владимира Путина.
- Лукс - пас који је спасио живот Титу. За вријеме битке на Сутјесци, граната је пала близу Јосипа Броза Тита, убивши енглеског официра и њемачког овчара Лукса, који је скочивши на Тита истом спасио живот.
- Тинкербел - чивава глумице Парис Хилтон.